# 西都県 (山西省)
西都県（せいと-けん）は、中華人民共和国山西省にかつて存在した県。現在の孝義市一帯に相当する。
前漢により設置され、後漢により廃止された。